# Bois-Guillaume
Bois-Guillaume – miejscowość i gmina we Francji, w regionie Normandia, w departamencie Sekwana Nadmorska.
Według danych na rok 1990 gminę zamieszkiwało 10 159 osób, a gęstość zaludnienia wynosiła 1148 osób/km² (wśród 1421 gmin Górnej Normandii Bois-Guillaume plasuje się na 25. miejscu pod względem liczby ludności, natomiast pod względem powierzchni na miejscu 412.).